# Miss Brasil 1985
Miss Brasil 1985 foi a 32ª edição do tradicional concurso de beleza feminino de Miss Brasil, válido para o certame internacional de Miss Universo 1985. A competição foi televisionada pela SBT sob a apresentação de Silvio Santos e atrações musicais como Alcione, o cantor espanhol Manolo Otero e a banda Metrô. Vinte e cinco Estados, o Distrito Federal e o arquipélago de Fernando de Noronha disputaram o título que pertencia a paulista Ana Elisa Flores, Miss Brasil 1984. Na ocasião, sagrou-se campeã a representante do Mato Grosso, Márcia Gabrielle.

## Resultados

### Colocações
| Posição   | Estado e Candidata               |
| --------- | -------------------------------- |
| Vencedora | - Mato Grosso - Márcia Gabrielle |